# Bourg-Madame
Bourg-Madame (catalano: La Guingueta d'Ix, dal 1785 al 1815 La Guingueta) è un comune francese di 1 326 abitanti situato nel dipartimento dei Pirenei Orientali nella regione dell'Occitania. Gli abitanti son detti Guinguettois.
Fa parte della regione storica nota come Cerdagna.

## Toponimo
Anticamente dove era presente Bourg-Madame era presente il villaggio di Hix, già citato nell'839, dal 1139 è citato come La Guingueta d'Ix, con il passaggio alla Francia con la Pace dei Pirenei nel 1659 il toponimo venne francesizzato in la Guinguette d'Hix, nel 1693 venne modificato in les Guinguettes e nel 1785 in La Guingueta. nel 1815 prese il nome di Bourg-Madame in onore della duchessa d'Angoulême e delfina di Francia Maria Teresa di Borbone nota come Madame Royale.

## Società

### Evoluzione demografica
Abitanti censiti